# Інститут будівництва та інженерних систем
Інститут будівництва та інженерних систем Національного університету «Львівська політехніка» (ІБІС) — навчально-науковий структурний підрозділ Національного університету «Львівська політехніка», створений у 2001 р. на базі інженерно-будівельного факультету — одного з найстаріших у Львівській політехніці. Інститут структурно складається з двох навчальних відділень: деканату базової вищої освіти, який випускає бакалаврів, та деканату повної вищої освіти, який випускає магістрів та спеціалістів.

## Історія інституту
Іще в 1844 р. у Львівській технічній академії, що виникла на базі Реальної школи, існувала профільна кафедра будівництва, яка здійснювала підготовку інженерів-будівельників та архітекторів. Перші кроки в підготовці спеціалістів будівельників були здійснені під керівництвом професора Ю. Захарієвича, діяльність якого безпосередньо пов’язана з проектуванням (1872) і будівництвом (1873-1877) головного корпусу Львівської політехніки. В цей же період на інженерному відділенні Львівської технічної академії була створена профільна кафедра будівництва доріг і мостів, яку очолив професор Й. Йогенман. Починаючи з 1872 р. на інженерному та архітектурному відділах Львівської політехнічної академії готували будівельників, архітекторів та дорожніх інженерів. З огляду на наявність спеціалізованих кафедр 1872-й рік можна вважати роком становлення інженерно-будівельного факультету.

## Список кафедр інституту
- Кафедра автомобільних доріг та мостів (АДМ) [Архівовано 19 грудня 2019 у Wayback Machine.];
- Кафедра будівельних конструкцій та мостів (БКМ) [Архівовано 8 грудня 2019 у Wayback Machine.];
- Кафедра будівельного виробництва (БВ) [Архівовано 25 жовтня 2019 у Wayback Machine.];
- Кафедра гідравліки і сантехніки (ГС) [Архівовано 3 листопада 2018 у Wayback Machine.];
- Кафедра опору матеріалів та будівельної механіки (ОМБМ) [Архівовано 23 листопада 2019 у Wayback Machine.];
- Кафедра теплогазопостачання і вентиляції (ТГВ) [Архівовано 29 листопада 2019 у Wayback Machine.].

## Напрями та спеціальності інституту
| № | Галузь знань                      | Напрям підготовки                 | Спеціальність | Освітньо-кваліфікаційні рівні |
| - | --------------------------------- | --------------------------------- | --- | ----------------------------- |
| 1 | Будівництво                       | Будівництво                       | Промислове і цивільне будівництво, Міське будівництво та господарство, Технологія будівельних конструкцій, виробів і матеріалів, Теплогазопостачання і вентиляція, Автомобільні дороги та аеродроми, Водопостачання та водовідведення, Мости і транспортні тунелі | Бакалавр, Спеціаліст, Магістр |
| 2 | Пожежна безпека (ПБ)              | Пожежна безпека (ПБ)              | Пожежна безпека | Бакалавр, Спеціаліст, Магістр |
| 3 | Гідротехніка (водні ресурси) (ГТ) | Гідротехніка (водні ресурси) (ГТ) | Водогосподарське та природоохоронне будівництво | Бакалавр, Спеціаліст, Магістр |

## Науково дослідні лабораторії
- НДЛ з розроблення і впровадження у виробництво нових будівельних конструкцій (НДЛ-19)
- НДЛ попередньо напружених залізобетонних конструкцій (НДЛ-23)
- НДЛ удосконалення технології будівництва автомобільних доріг (НДЛ-26)
- НДЛ гідравліки та сантехніки (НДЛ-27)
- НДЛ термодинаміки та теплотехніки (НДЛ-35)
- НДЛ розрахунків будівельних конструкцій (НДЛ-46)
- Галузева НДЛ з обстеження, випробування і реконструкції мостів, конструкцій будинків та інженерних споруд (ГНДЛ-88)
- Галузева науково-дослідна виробнича лабораторія з дослідження, обстеження, реконструкції та виробництва будівельних матеріалів, виробів, конструкцій, будівель та споруд (ГНДВЛ-105)
- Галузева науково дослідна лабораторія з діагностики технічного стану автомобільних доріг, аеродромів і сухопутніх інженерних споруд (ГНДЛ-108)
- Галузева НДЛ з оптимізації, дослідження, обстеження та проектування конструкцій будівель і споруд (ГНДЛ-112)

## Вчена рада інституту будівництва та інженерних систем (ІБІС)

### Голова Вченої ради
Бліхарський Зеновій Ярославович - доктор технічних наук, професор, директор ІБІС

### Вчений секретар
Возняк Орест Тарасович – к.т.н., доц. каф. ТГВ

### Склад вченої ради інституту
- Бліхарський Зеновій Ярославович — д.т.н., проф., зав. каф. БКМ, директор інституту
- Соболь Христина Степанівна — д.т.н., проф., заст. директора
- Холод Петро Федорович — к.т.н., заст. директора
- Новицький Юрій Леонідович — к.т.н., ст.викл., заст. директора
- Кваша Віктор Григорович — д.т.н., проф., зав. каф. МБМ
- Харченко Євген Валентинович — д.т.н., проф., зав. каф. ОМ
- Солодкий Сергій Йосипович — к.т.н, доц. зав. каф. АШ
- Чернюк Володимир Васильович — д.т.н., зав. каф. ГС
- Саницький Мирослав Андрійович — д.т.н., проф., зав. каф. БВ
- Демчина Богдан Григорович — д.т.н., проф., зав. каф. БКМ
- Желих Василь Михайлович — д.т.н., доц., в.о. зав. каф. ТВ
- Хміль Роман Євгенович — к.т.н., доц. каф. БКМ, голова РМН ІБІС
- Пелешко Іван Дмитрович — к.т.н., доц каф. БВ
- Гнідець Богдан Григорович — д.т.н., проф. каф МБМ
- Парнета Богдан Зіновійович — к.т.н., доц. каф. БВ
- Була Сергій Степанович — к.т.н., голова секції РМВ ІБІС
- Вербовський Орест Володимирович — к.т.н., доц. каф. ГС
- Возняк Орест Тарасович — к.т.н., доц. каф. ТГВ
- Товкан Віталій Миронович — аспірант
- А. В. Савицький — студент